# 鱷珍燈魚
鱷珍灯鱼（学名：Lampanyctus crocodilus）为輻鰭魚綱燈籠魚目灯笼鱼科的其中一種。分布于大西洋海域，為深海魚類，棲息深度可達1192公尺，體長可達30公分。

## 扩展阅读
維基物種上的相關：鱷珍灯鱼